# Aeroportul Marlboro
Aeroportul Marlboro (IATA: MVJ) este un aeroport din Jamaica.
Situat la o altitudine de 3 m, aeroportul dispune de o singură pistă.